# Sannō-jinja
Sannō-jinja (jap. 山王神社) – chram shintō w Nagasaki, w Japonii. Jest znany jako symbol odrodzenia po zagładzie atomowej.
Chram, którego nazwa oznacza "król góry", został ufundowany w 1638 przez Matsudairę Nobutsunę (1596-1662), ówczesnego pana feudalnego. Podczas II wojny światowej druga bomba atomowa została zrzucona 9 sierpnia 1945 na Nagasaki i eksplodowała w odległości ok. 800 m od chramu Sannō. Fala uderzeniowa zniszczyła chram natychmiast, jednak brama torii niespodziewanie częściowo ocalała; połowa torii została zniszczona, ale druga połowa stoi nadal na jednej kolumnie. Siła fali uderzeniowej obróciła torii o około 30 stopni na podstawie cokołu. Od tej pory nazywane jest "jednonogim torii".
W pobliżu głównego sanktuarium rosną dwa duże, 500-600-letnie drzewa kamforowe. Podobnie jak chram, zostały one spalone przez eksplozję atomową. Jednak po 2 latach spalone pnie zaczęły wypuszczać nowe liście. Potem te drzewa zostały uznane za narodowe skarby przyrody. Mieszkańcy Nagasaki uważają te drzewa i chram Sannō za symbol życia i nadziei.

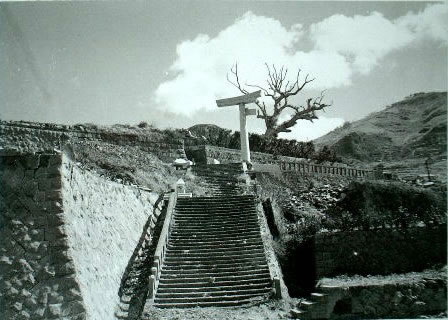
Zniszczony chram w 1945
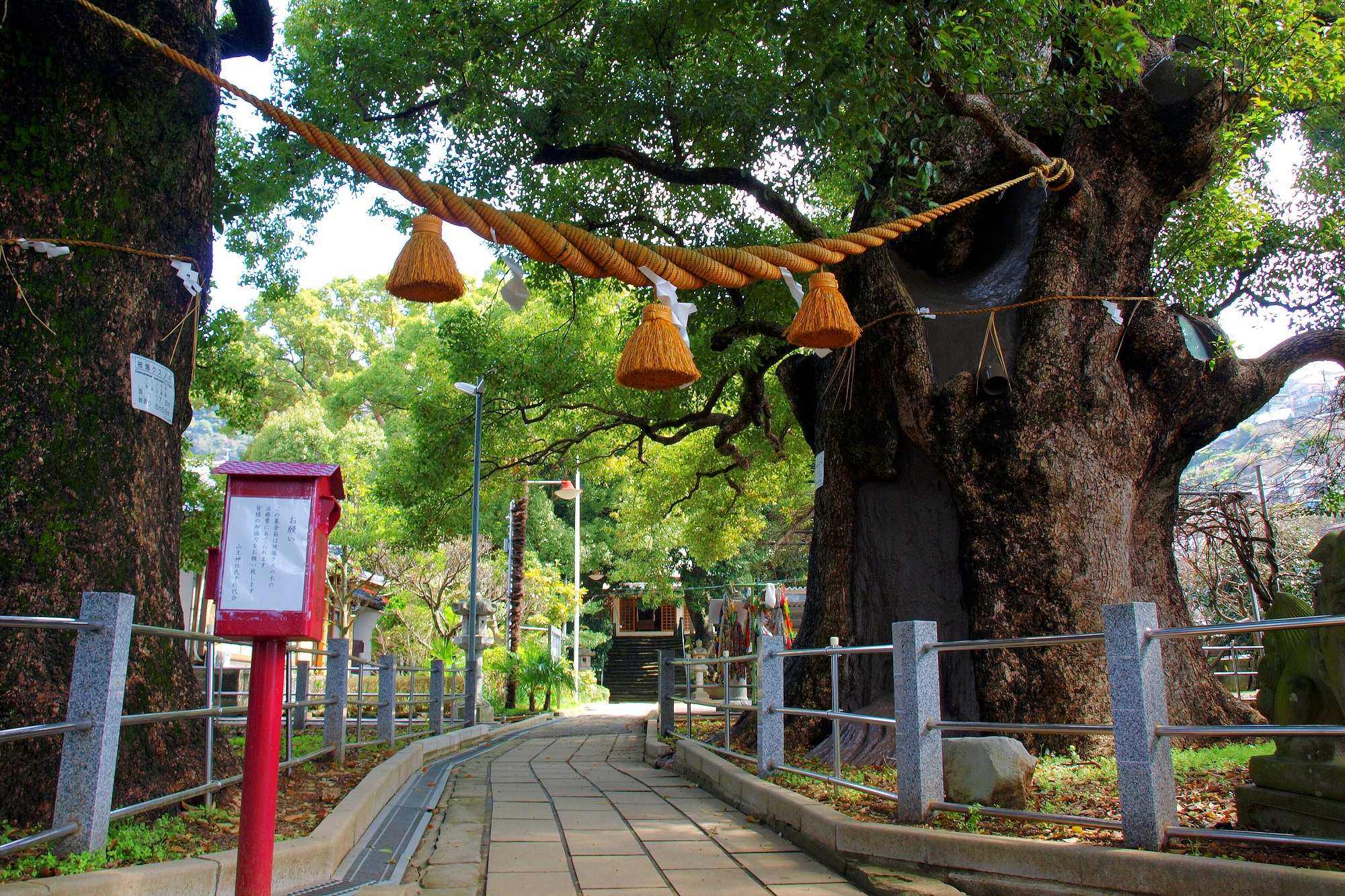
Chram obecnie
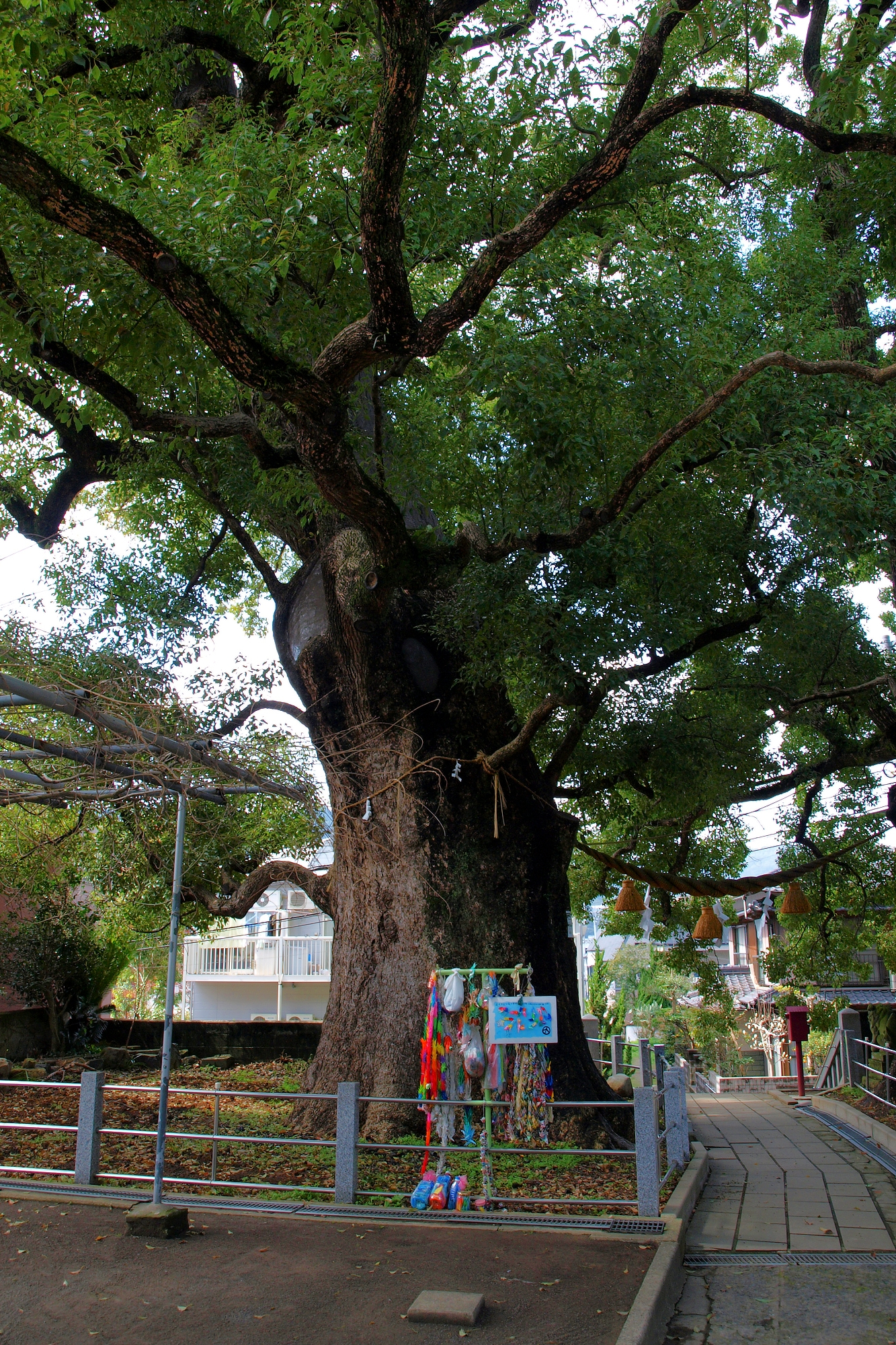
Drzewo kamforowe przy chramie (2009)